# Serena Rossi
Serena Rossi (rođena 31. kolovoza 1985.) je talijanska glumica, pjevačica, TV voditeljica i sinkronizerka. Rođena u Napulju glumila je u filmovima i na sceni, ali najpoznatija je po nastupu u dugotrajnoj sapunici Rai 3 Un Posto al Sole.

## Biografija
Serena potječe iz umjetničke obitelji porijeklom iz Montefalcone nel Sannio (u provinciji Campobasso, Molise, Italija). Probila se ulogom u filmu Un Posto al Sole, što je dovelo do glavnih uloga u nekoliko mjuzikla, kao i glazbenom albumu Amore che s narodnim pjesmama al Solea. Nakon više rada u televizijskim programima i filmovima, 2008. Serena se pojavila i u međunarodno popularnoj detektivskoj seriji Inspector Montalbano.
Serena se 2009. pojavila u miniseriji Christian-a Duguay-a Augustin: Propad rimskog carstva  i dalje se pojavila u Ho sposato uno sbirro, R.I.S. Roma - Delitti imperfetti i Rugantino. Giuliu Sabatini glumila je u TV seriji Che Dio ci Aiuti 2011. godine.
Serena je 2013. posudila glas Anni u talijanskoj verziji Frozen, a 2015. je posudila glas Pepeljugi koju je glumila Anna Kendrick u talijanskoj verziji Into the Woods.
Godine 2014. sudjelovala je u natjecanju Tale e Quale Show, talijanskoj verziji Tu cara me suena i osvojila ga, uz bok Il Tornea. Između ostalih umjetnika, Serena je oponašala: Michaela Jacksona, Beyoncé, Pharrella Williamsa i Mariah Carey. Te je godine filmu Al posto tuo glumila je Annu.
Serena je 2017. glumila u filmu Ammore e Malavita redatelja Manetti Bros. igrajući ulogu Fatime, uloga koja je ponovljena tijekom epizode programa Stasera Casa Mika. Mika je vidio film i silno je želio napraviti skeč sa Serenom.